# Michal Peprník
Michal Peprník (* 9. ledna 1960 Kroměříž) je český amerikanista a profesor americké literatury na Univerzitě Palackého v Olomouci. V současnosti zastává post vedoucího literární sekce Katedry Anglistiky a Amerikanistiky a tajemníka České a slovenské asociace pro amerikanistiku (The Czech and Slovak Association for American Studies). Je také hlavním koordinátorem Mezinárodního olomouckého amerikanistického kolokvia.
Habilitoval v roce 2003, svou pozornost zaměřuje na literaturu a kulturu 19. století, americký postmodernismus, fantastickou literaturu a českou literaturu v anglickém překladu. V letech 1992–1993 působil jako lektor české literatury na Katedře slovanských jazyků na Glasgowské univerzitě.
Ve svém kritickém díle se převážně zabývá romány amerického spisovatele Jamese F. Coopera.

## Spisy

### Monografie, knihy
- Dětský hrdina v díle J. D. Salingera (1984)
- Motiv metamorfózy v díle Jamese Hogga, R. L. Stevensona a George MacDonalda (1995)
- Směry literární interpretace XX. století/texty, komentáře (2000, 2005)
- Metamorfóza jako kulturní metafora [Metamorphosis as a Cultural Metaphor] (2003) ISBN 80-244-0678-0
- Topos lesa v americké literatuře (2005) ISBN 80-7294-153-4
- Rané romány Jamese Fenimora Coopera – topologie počátků amerického románu (2011) ISBN 978-80-244-2980-9

### Eseje a jiné kritické práce
- Literature as a Political Tool? (2003)
- The Place of the Other: the Dark Forest (2003)
- Fenomén Bercovitch aneb jak dobý(í)t Ameriku (2003)[2]
- Democratic Ideals in American Popular Culture and Literature (2004)
- Podstatný hybrid (2004)
- Z Krvavé komnaty k Černé Venuši (recenze, 2004)
- Moravian Origins of J. F. Cooper's Indians (2004)[3]
- Cooper's Indians: Typology and Function (2005)[4]
- Cesta amerického románu k romantickým asociacím a mýtu (2007)
- Henry James jako literární kritik (2008) [5]
- The affinity with the North American Indian in Czech literary discourse on the democratic roots of Czech national culture (2008)[6]